# Izlandi korona
A korona (izlandiul: íslensk króna) Izland hivatalos pénzneme. Koronát használnak a legtöbb észak-európai országban.

## Története
Az izlandi korona az első világháborúban bekövetkezett Skandináv Monetáris Unió felbomlása után lett különálló pénznem és szerzett Dániától szuverenitást (1918). Az izlandi korona forgalmát 1961 óta a Seðlabanki Íslands, az Izlandi Központi Bank felügyeli. 1980-ban felértékelték az izlandi koronát, így 100 régi korona megegyezett 1 új koronával.
2002 szeptemberében az izlandi miniszterelnök, Davíð Oddsson két szabályozást írt alá kimondva, hogy a számlákon szereplő összes pénzügyi összeget és követelést csak koronában lehet megadni és kifizetni. Ezzel megszüntette az 1 korona alatti érmék forgalmát. 2003. október 1-jétől kezdve az izlandi bankok nem fogadják el az 5, 10 és 50 auraros érméket.
Meg kell jegyezni, hogy Izlandon a készpénz használata visszaszorulóban van, mivel az emberek kezdenek áttérni az elektronikus pénzkezelésre.
A bankjegyeket Kristín Þorkelsdóttir tervezte és rajzolta Stephen A. Fairbairn segítségével. Az érméket Þröstur Magnússon készítette.
A 2008-ban kirobbant gazdasági világválságban csődbe ment Izland, a korona értéke a felére esett vissza. A korábbi 3 forint értékű korona 2009-ben már csak 1,5 forintot ért. Közel 10 évvel később, 2017-ben ért ismét majdnem 3 forintot egy korona.

## Érmék
| Névérték   | Előlap             | Hátlap                                     | Tulajdonságok | Tulajdonságok | Tulajdonságok                      |
| Névérték   | Előlap             | Hátlap                                     | Átmérő        | Tömeg         | Összetétel                         |
| ---------- | ------------------ | ------------------------------------------ | ------------- | ------------- | ---------------------------------- |
| 1 korona   | Atlanti tőkehal    | 1 izlandi szimbólum a 4 fő szimbólum közül | 21,5 mm       | 4,5 gramm     | 75% réz, 25% nikkel                |
| 5 korona   | 2 delfin           | az izlandi 4 fő szimbólum                  | 24,5 mm       | 6,5 gramm     | 75% réz, 25% nikkel                |
| 10 korona  | csuklyás hal       | az izlandi 4 fő szimbólum                  | 27,5 mm       | 8 gramm       | 75% réz, 25% nikkel                |
| 50 korona  | Parti tarisznyarák | az izlandi 4 fő szimbólum                  | 23 mm         | 8,25 gramm    | 70% réz, 24,5% cink és 5,5% nikkel |
| 100 korona | tengeri nyúlhal    | az izlandi 4 fő szimbólum                  | 25,5 mm       | 8,5 gramm     | 70% réz, 24,5% cink és 5,5% nikkel |

## Bankjegyek
A 10 000 koronás bankjegyet 2013. október 24-én vezették be.
| Névérték      | Méret       | Leírás                                 | Leírás                                            | Dátumok           | Dátumok     |
| Névérték      | Méret       | Előlap                                 | Hátlap                                            | Kibocsátás        | Visszavonás |
| ------------- | ----------- | -------------------------------------- | ------------------------------------------------- | ----------------- | ----------- |
| 500 korona    | 70 x 145 mm | Jón Sigurðsson (1811–1879)             | Jón Sigurðsson az íróasztalánál, faliszőnyeggel   | 2005 október      | forgalomban |
| 1 000 korona  | 70 x 150 mm | Brynjólfur Sveinsson (1605–1675)       | Brynjólfskirkja temploma                          | 2004 november     | forgalomban |
| 2 000 korona  | 70 x 150 mm | Jóhannes Sveinsson Kjarval (1885–1972) | Kjarval festménye                                 | 1995              | forgalomban |
| 5 000 korona  | 70 x 155 mm | Ragnheiður Jónsdóttir (1646–1715)      | Jónsdóttir díszes ruhában, két ember társaságában | 2003 november     | forgalomban |
| 10 000 korona | 70 x 162 mm | Jónas Hallgrímsson (1807–1845)         | Aranylile                                         | 2013. október 24. | forgalomban |

## Izland és az euró
Az euró és a korona árfolyamának volatilitása miatt több izlandi támogatja, hogy az ország vezesse be úgy a közös valutát, hogy közben nem csatlakozik az Európai Unióhoz. Valgerður Sverrisdóttir volt izlandi külügyminiszter a norvég NRK hírei szerint az Izlandi Rádiónak úgy nyilatkozott, hogy szeretné megvizsgálni, hogy Izland tagja lehet-e az euróövezetnek, hogy nem lép be a 27 tagú Unióba. Valgerður Sverrisdóttir úgy véli, nehéz egy kis gazdaságnak független pénzét megtartani a mai nyitott európai piacon. Azonban a mai izlandi kormányzatnak sem az európai uniós tagság, sem az euró bevezetése nem szerepel a tervek között.
Ez a téma nagymértékben megosztja az izlandiakat. Egy e témában a Capacent Gallup által tartott közvélemény-kutatás eredményei szerint 2007. szeptember 11-én a megkérdezettek 53%-a támogatta, 37%-a ellenezte az euró bevezetését. 10%-nak nincs erről konkrét elképzelése. Azonban egy másik, a Fréttablaðið című izlandi újság által szeptember 30-án tartott felmérés eredményei azt mutatták, hogy a megkérdezettek 50%-a ellenezte, 44%-a támogatta az euró bevezetését.
2015-ben Izlandot törölték az Európai Unió tagjelöltjei közül, így az euró sem fog bevezetésre kerülni a közeljövőben.

## Történelmi árfolyamok
Az alábbi táblázatban néhány történelmi árfolyam van, amelyben 1 korona értéke van megadva forintban.
| Dátum             | árfolyam (Ft)         |
| ----------------- | --------------------- |
| 1953. április 10. | 0,72 (legalacsonyabb) |
| 1955. március 1.  | 0,72                  |
| 1960. január 1.   | 0,72                  |
| 1963. április 10. | 0,72                  |
| 1969. október 27. |                       |
| 1975. január 1.   |                       |
| 1980. január 1.   |                       |
| 1985. január 3.   |                       |
| 1990. január 1.   |                       |
| 1995. január 2.   |                       |
| 2000. január 4.   | 3,42                  |
| 2000. május 4.    | 3,79 (legmagasabb)    |
| 2005. május 2.    | 3,10                  |
| 2010. január 4.   | 1,50                  |
| 2015. január 5.   | 2,07                  |
| 2025. január 9.   | 2,85                  |

## Külső hivatkozások
- Ron Wise, a világ papírpénzei – Izlandi bankjegyek szkennelései